# Kanjikoil
Kanjikoil è una suddivisione dell'India, classificata come town panchayat, di 11.148 abitanti, situata nel distretto di Erode, nello stato federato del Tamil Nadu. In base al numero di abitanti la città rientra nella classe IV (da 10.000 a 19.999 persone).

## Geografia fisica
La città è situata a 11° 22' 10 N e 77° 35' 48 E.

## Società

### Evoluzione demografica
Al censimento del 2001 la popolazione di Kanjikoil assommava a 11.148 persone, delle quali 5.542 maschi e 5.606 femmine. I bambini di età inferiore o uguale ai sei anni assommavano a 772, dei quali 408 maschi e 364 femmine. Infine, coloro che erano in grado di saper almeno leggere e scrivere erano 6.588, dei quali 3.646 maschi e 2.942 femmine.